# Население на Тринидад и Тобаго
Населението на Тринидад и Тобаго през 2019 година е 1 363 985 души.

## Възрастова структура
(2000)
- 0-14 години: 25% (мъжe 151 736/ жени 146 135)
- 15-64 години: 68% (мъжe 410 668/ жени 389 303)
- над 65 години: 7% (мъжe 34 559/ жени 43 122)

(2011)
- 0-14 години: 20,6% (мъжe 139 179/ жени 134 236)
- 15-64 години: 70,4% (мъжe 472 665/ жени 462 915)
- над 65 години: 9% (мъжe 54 461/ жени 64 563)

## Коефициент на плодовитост
- 2000 – 1,75
- 2009 – 1,80
- 2018 – 1,73

## Расов състав
(2011)
- 37,6 % – индийци
- 36,3 % – негри
- 24,2 % – смесена раса
- 0,6 % – бели
- 1,3 % – други

## Език
Официален език в Тринидад и Тобаго е английски.